# Montserrat Pareras i Dameson
Montserrat Pareras i Dameson   (la Garriga, 26 de novembre de 1997), coneguda simplement com a Montserrat Dameson, és una periodista catalana. També fa divulgació de la fe catòlica a les xarxes socials, sobretot a Twitter, on acumula més de 14.000 seguidors. En la faceta periodística, destaca com a columnista i treballa per al diari El Nacional i la revista Núvol.
Va estudiar el batxillerat a l'Institut Vil·la Romana de la Garriga, on va elaborar el treball de recerca El context entorn el 9N, sobre la factibilitat de convocar un referèndum d'independència a Catalunya per part del Govern d'Espanya o de la Generalitat després del del 9 de novembre de 2014.
Actualment, resideix a Barcelona mentre estudia dret i ciències polítiques. Reivindica el nacionalisme de Jordi Pujol. És sòcia de l'Ateneu Barcelonès.